# Gerronema
Gerronema Singer (pępóweczka) – rodzaj grzybów z rzędu pieczarkowców (Agaricales). W

## Systematyka i nazewnictwo
Pozycja w klasyfikacji według Index Fungorum: Incertae sedis, Agaricales, Agaricomycetidae, Agaricomycetes, Agaricomycotina, Basidiomycota, Fungi.
Takson utworzył Rolf Singer w 1951 r. Polską nazwę nadał Władysław Wojewoda w 1999 r., on też w 2003 r. zaproponował polskie nazwy dla kilku występujących w Polsce gatunków. Część z nich jednak została jednak przeniesiona do innych rodzajów.
Gatunki występujące w Polsce:
- Gerronema albidum (Fr.) Singer 1962 – pępóweczka biaława[4]
- Gerronema strombodes (Berk. & Mont.) Singer 1962 – tzw. pępnica szarobrązowa

Nazwy naukowe na podstawie Index Fungorum. Nazwa polska według W. Wojewody.